# Gunbower
Gunbower – miasto w Australii, w stanie Wiktoria.